# بالس، ادلب
بالس (به عربی: بالس) یک روستا در سوریه است که در ناحیه محمبل واقع شده‌است. بالس ۲۷۰ نفر جمعیت دارد.
شهر بالس همان باربالیسوس (Barbalissus) رومی‌ها است که بندر بزرگ شام در ساحل فرات و به همین لحاظ مرکز جاده‌های کاروانی بسیار بوده است. ابن حوقل درباره‌ی بالس گوید: بالس حصاری مستحکم و باغستانی بزرگ دارد که بین شهر و فرات واقع است. عمده‌ی محصول آن گندم و جو است.